# Foro romano di Florentia

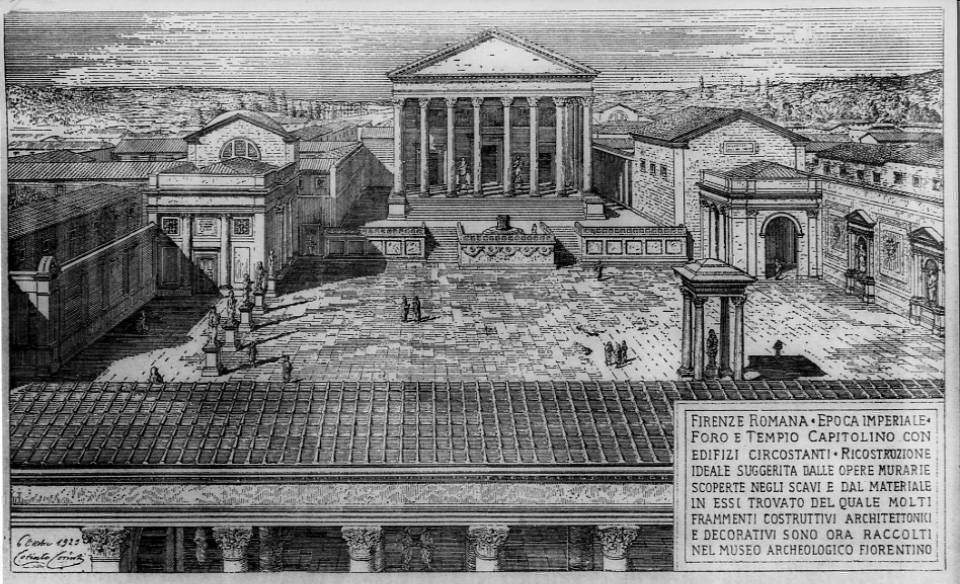
Corinto Corinti, Firenze romana, epoca imperiale, foro e tempio Capitolino con edifizi circostanti, ricostruzione ideale, 1893

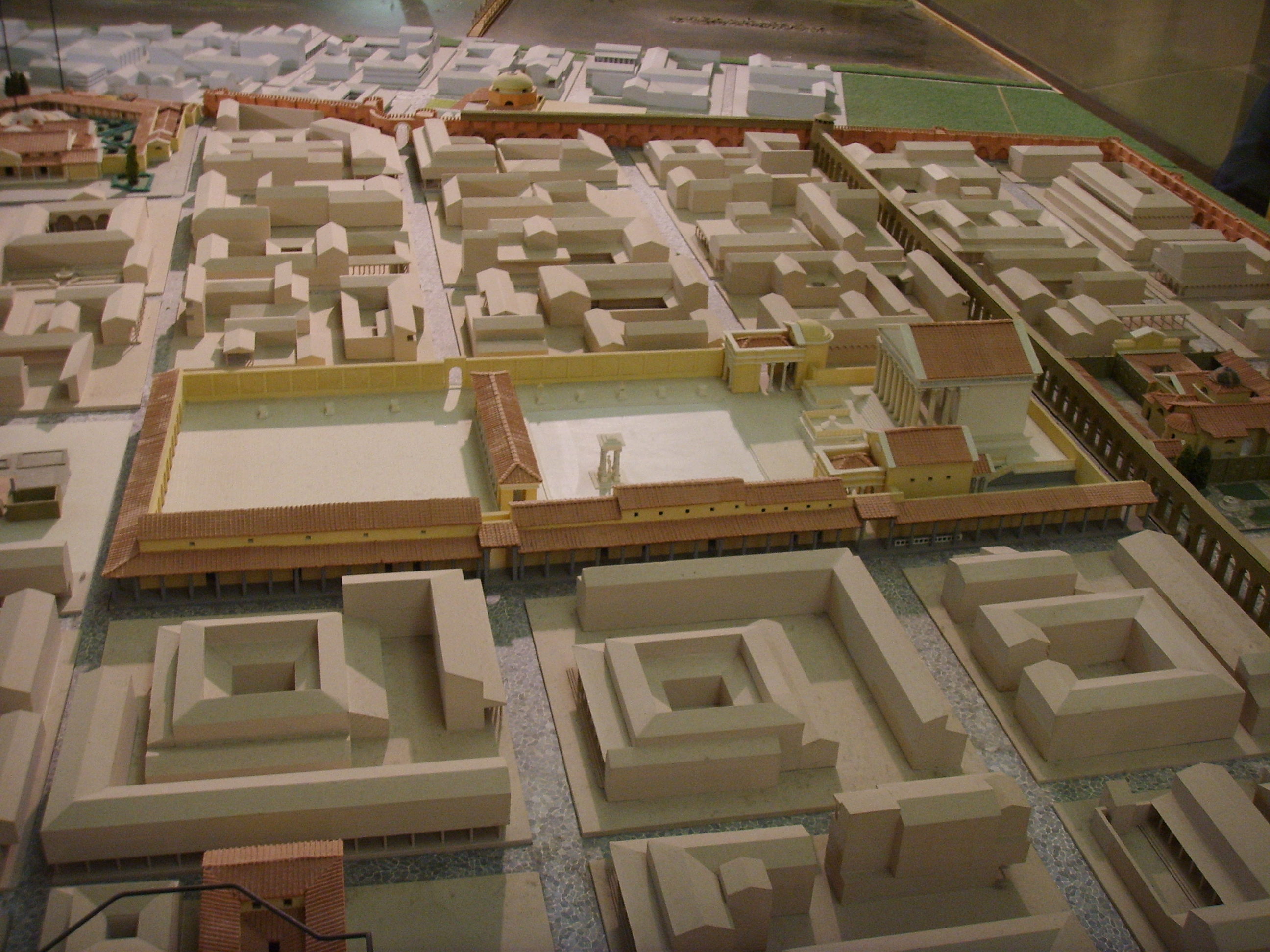
Ricostruzione del foro romano in un plastico

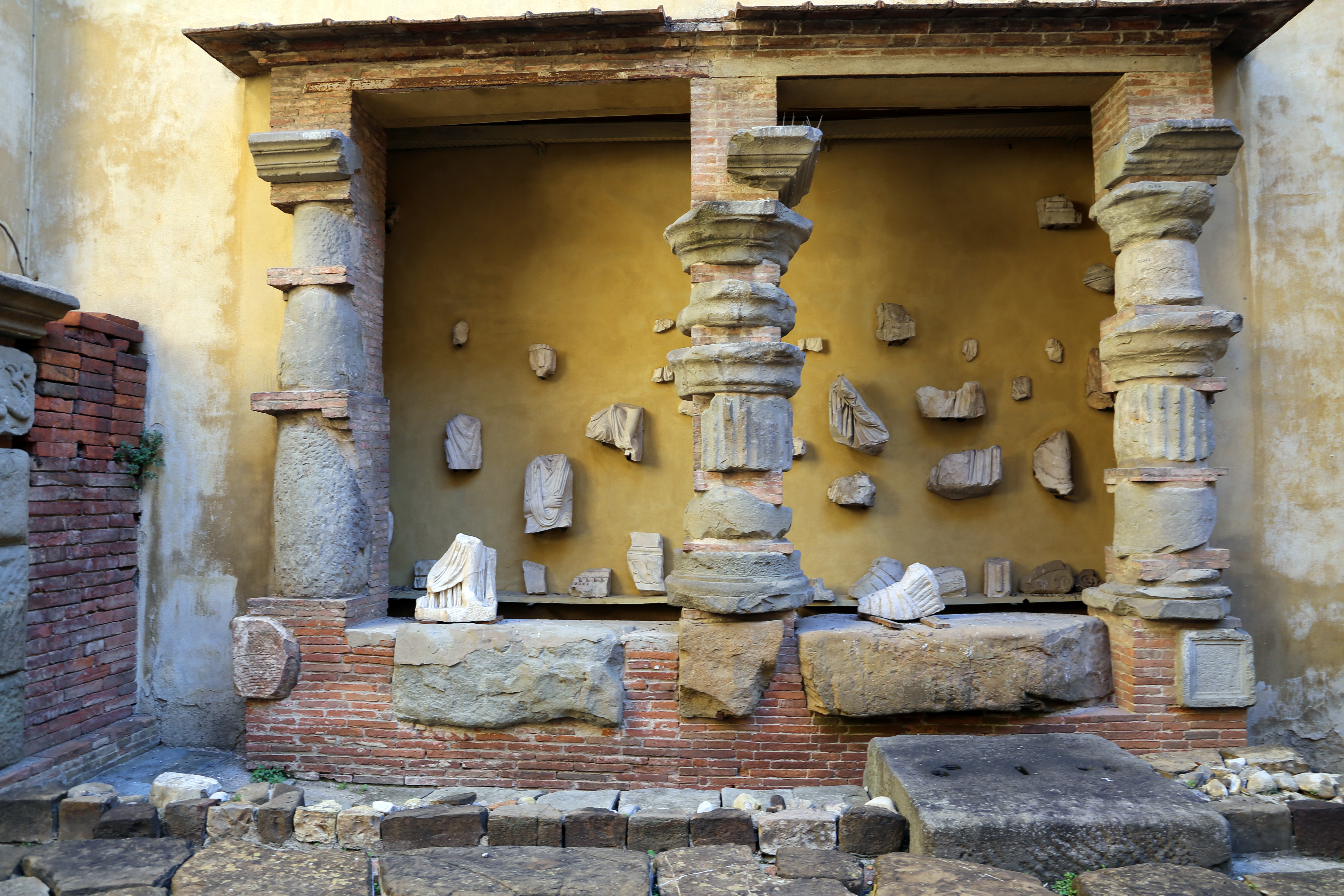
Lapidario fiorentino del Museo archeologico nazionale: resti rinvenuti nell'area del foro romano

Il Foro romano di Florentia era il centro economico, religioso e sociale dell'antico insediamento di Firenze. Pesantemente riempita di edifici nel Medioevo, quest'area detta poi di Mercato Vecchio, di cui non restava ormai niente delle architetture romane, fu riscoperta archeologicamente al tempo delle demolizioni del Risanamento (1881-1890). I reperti antichi vennero depositati per lo più al Museo archeologico, mentre in quel sito nacque l'attuale piazza della Repubblica.

## Storia e descrizione
Florentia venne fondata nel 59 a.C., con il tipico schema a scacchiera ispirato alla centurazione degli accampamenti militari. All'incrocio delle due vie principale (il cardo maximus delle attuali via Roma-Calimala e il decumanus maximus di via del Corso-via degli Speziali-via degli Strozzi) si apriva fin dalle origini il foro, ampliato all'epoca di Adriano. l'area venne monumentalizzata ulteriormente, rialzando e allungando la piazza, con una nuova pavimentazione in marmo lunense più alta di circa un metro e mezzo. Vi si aprivano alcune porte con gradini e un portichetto con statue di magistrati e imperatori. 
Sul lato occidentale dello slargo, dove si trovano gli attuali portici, sorgeva l'edificio religioso più importante della città: il tempio Capitolino, dedicato alla triade di Giove, Giunone e Minerva. Si pensa che il primo tempio, repubblicano, fosse modesto e in stile tuscanico, collocato su un alto podio di circa 3 metri, a cui si accedeva tramite una scalinata. In età augustea, assieme alla ripavimentazione, si procedette a ricostruire l'edificio in chiave maggiormente monumentale, con un portico esa- o ottastilo, in stile corinzio e in marmo di Luni. Ogni divinità aveva una sua cella, con la centrale, dedicata a Giove, più grande, dove il simulacro mostrave il dio seduto. Davanti al tempio si trovava un'ara per i sacrifici, a base ottagonale, di cui resta un frammento al Museo archeologico nazionale.
Sull'altro lato del foro si trovava un tempio dedicato ad Augusto, di dimensioni più modeste, in cui si celebrava il culto ufficiale dell'impero. La restante area verso est era dedicata alle attività giuridiche, sociali e commerciali. 
Nel IV secolo la città era già cristianizzata e il tempio Capitolino dovette essere già smantellato in quel periodo. Con le invasioni barbariche la zona del foro decadde: la stessa città, attaccata ripetutamente tra V e VI secolo, subì un drastico spopolamento, che ridusse le attività umane e sociali e un basilare livello di sussistenza. Anche sotto la dominazione longobarda la città ebbe un ruolo marginale. Solo dopo la vittoria di Carlo Magno nel 780, la città iniziò a risollevarsi con riedificazioni. Sicuramente gli edifici romani vennero in quel periodo usati come cava di materiali di spoglio per le nuove case, torri ed edifici pubblici. Ad esempio San Pier Buonconsiglio (detta anticamente San Pier in Palco de Foro Veteri) incorporava parzialmente un'esedra a sinistra del tempio Capitolino, Sant'Andrea aveva le fondazioni supra le rovine di una casa romana, e Santa Maria in Campidoglio, che nel nome mantenne la memoria dell'antico centro romano, sorgeva alla destra del tempio. 
La funzione commerciale della zona non dovette mai venire meno. Coi Longobardi divenne Campus Regis, campo del re, e al tempo dei Franchi si parlava di "mercato del Campidoglio", mentre nel 931 la zona è citata come Mercatum Regis e nel 1024 come forum Domini Regis prope arcum. Dal 1018 si attesta l'uso dell'aggettivo vetus, in contrapposizione a un nuovo mercato, legato alla zona di por Santa Maria e Ponte Vecchio, dove poi sorgerà la loggia del Mercato Nuovo. 
Degli edifici romani vennero rinvenute scarse tracce durante le demolizioni e i successivi scavi del 1881-1889. Vennero studiati da Corinto Corinti, facente parte della Commissione Archeologica, che ne eseguì un'ipotetica ricostruzione con piante, schizzi e disegni.
Al Museo topografico di Firenze com'era esisteva un plastico della Florentia romana che mostrava una possibile ricostruzione del foro e degli altri edifici antichi.

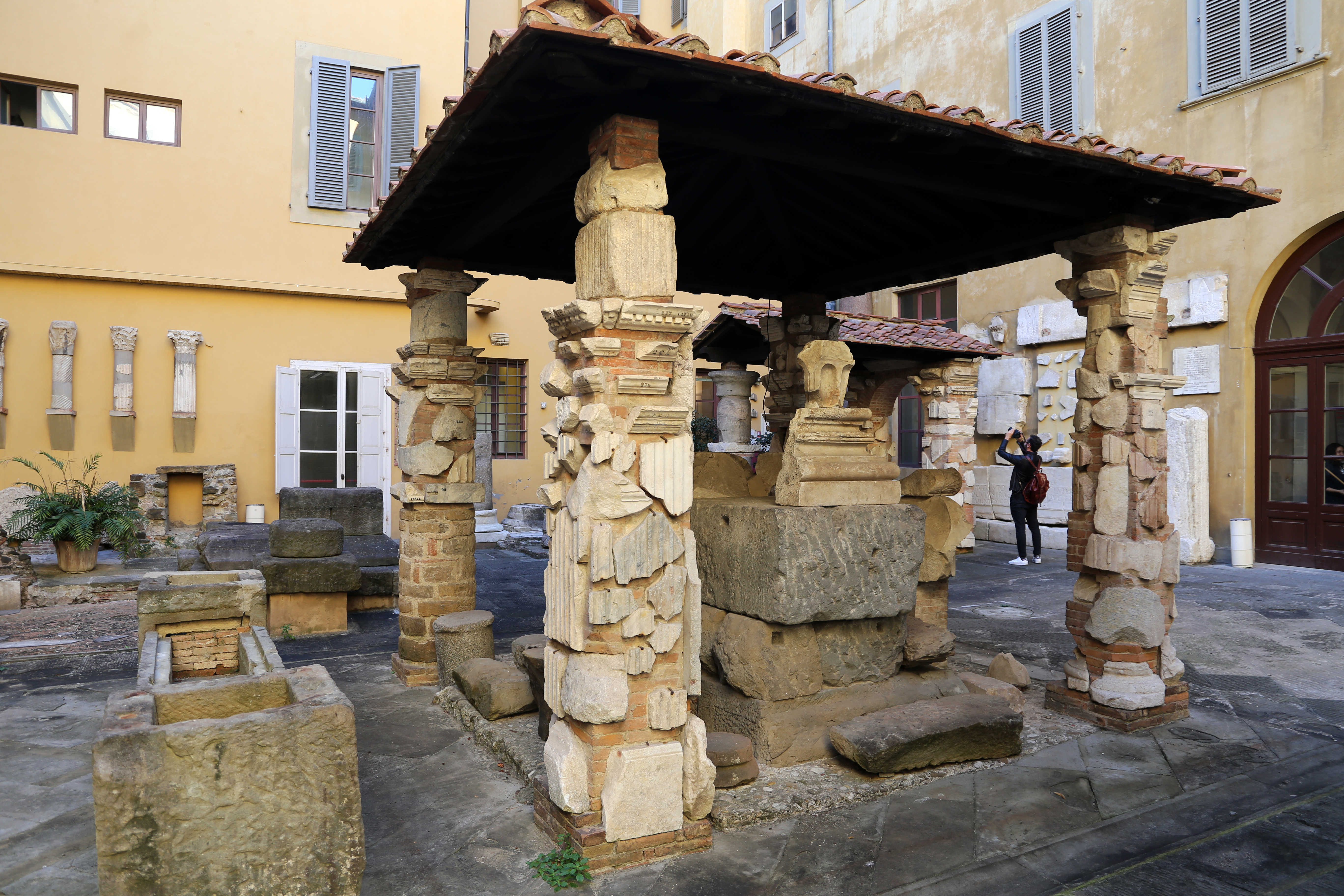
Lapidario fiorentino del Museo archeologico nazionale: resti del Tempio Capitolino
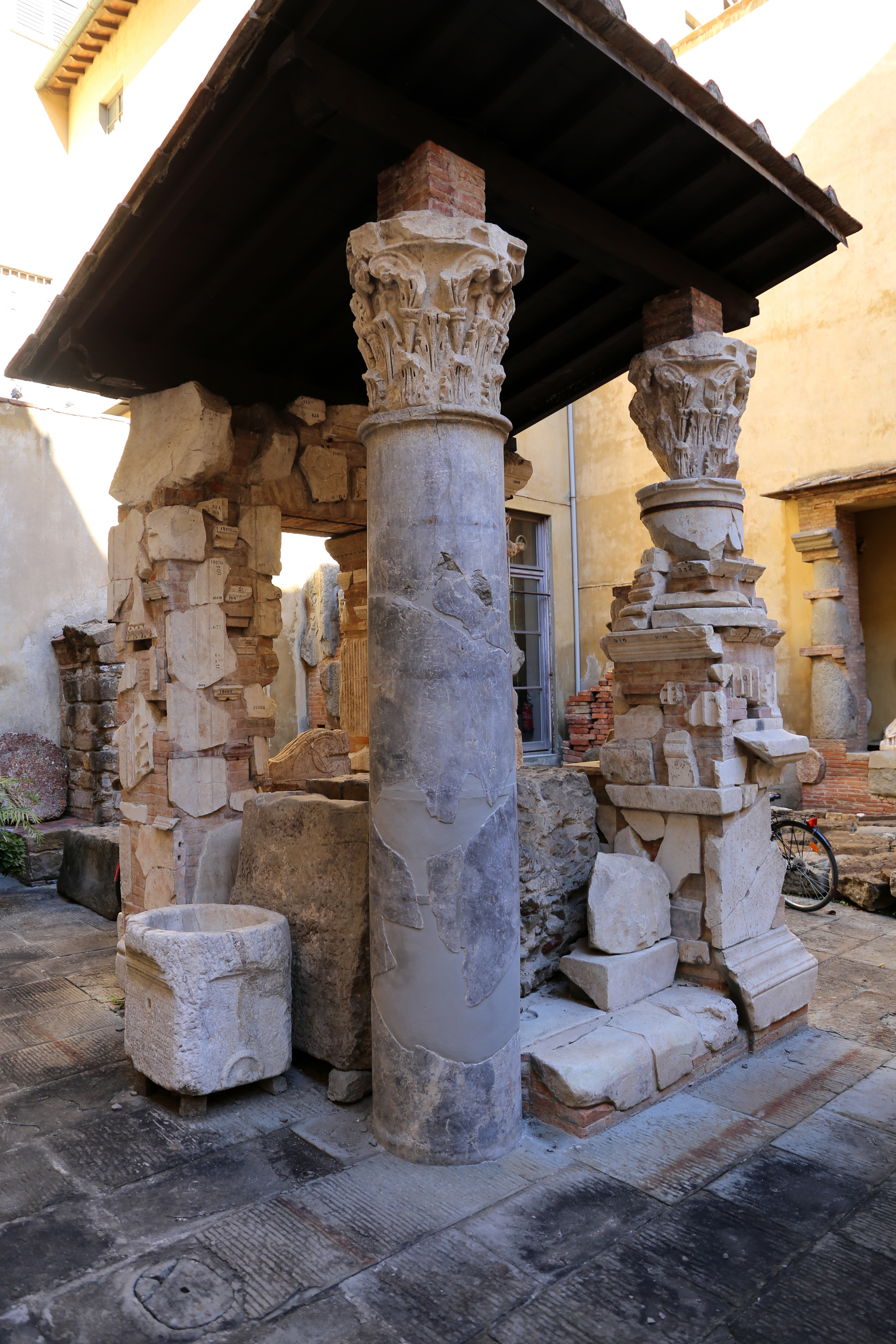
Lapidario fiorentino del Museo archeologico nazionale: resti del Tempio Capitolino